# Wapen van Salvador

Het wapen van Salvador

Het wapen van Salvador betreft het heraldische wapen van de Braziliaanse stad Salvador in de staat Bahia.

## Beschrijving
Het wapen is blauw van kleur met daarop een witte (vredes)duif. De duif heeft omhooggestoken uitgespreide vleugels en de poten naar voren gestoken. Het schild wordt door twee als schildhouders fungerende dolfijnen vastgehouden. Zij houden het schild vast met hun staarten en liggen met hun koppen op een blauw lint met daarop het motto van de stad Salvador. Het motto is geschreven in Latijn: Sic illaad arcam reversa est, in Nederlands: Dus keerden ze terug naar de ark.